# Japanische American-Football-Nationalmannschaft
Die japanische American-Footballnationalmannschaft (アメリカンフットボール日本代表 Amerikanfuttobōru nihondaihyō) ist eine Auswahl von japanischen Footballspielern unter Führung der Japan American Football Association (JAFA).
Sie vertritt Japan bei internationalen American-Football-Turnieren und gilt als eine der stärksten Mannschaften weltweit und gewann bisher zweimal die American-Football-Weltmeisterschaft.
Sie gewann den Titel in den Jahren 1999 und vier Jahre später im Jahr 2003. Bei der Heim-Weltmeisterschaft im Jahr 2007 erreichte das Team das Finale und wurde Zweiter. Bei der American-Football-Weltmeisterschaft 2011 in Österreich schied die Mannschaft erstmals im Halbfinale aus und gewann im Spiel um Platz 3 die Bronzemedaille. Bei der fünften American-Football-Weltmeisterschaft, die 2015 in den Vereinigten Staaten ausgetragen wurde, erreichte die japanische Mannschaft erneut das Finale, wo man sich aber letztendlich der USA geschlagen geben musste. Die 59:12-Niederlage stellt zudem die höchste Niederlage in der Geschichte der japanischen Nationalmannschaft dar.
Gegen die südkoreanische Auswahl gelang Japan im Februar des Jahres 2003 mit dem 88:0-Erfolg der höchste Sieg in der Geschichte der japanischen Auswahl. Japan qualifizierte sich 2017 für die World Games als Vertreter Asiens, trat aber am Turnier nicht an. Die französische Mannschaft übernahm den freien Platz und gewann das Turnier gegen die deutsche Auswahl.
General Manager der japanischen Auswahl ist Shinzō Yamada. Trainiert wird die Auswahl von Kiyoyuki Mori.

## Teilnahme an internationalen Wettbewerben

### Teilnahme an Weltmeisterschaften
| 1999 in Italien     | Weltmeister |
| 2003 in Deutschland | Weltmeister |
| 2007 in Japan       | 2. Platz    |
| 2011 in Österreich  | 3. Platz    |
| 2015 in USA         | 2. Platz    |
| 2025 in Deutschland | ausstehend  |